# 1229 Тілія
1229 Тілія (1229 Tilia) — астероїд головного поясу, відкритий 9 жовтня 1931 року.
Тіссеранів параметр щодо Юпітера — 3,167.
Назва від лат. Tilia — Липа.